# Parafia Imienia Najświętszej Maryi Panny w Olszynach
Parafia Imienia Najświętszej Maryi Panny w Olszynach – parafia rzymskokatolicka, znajdująca się w diecezji tarnowskiej, w dekanacie Wojnicz.